# 파창가 딜리만 FC
파창가 딜리만 FC(Pachanga Diliman Football Club)은 필리핀 클럽 축구의 최고 수준인  유나이티드 풋볼 리그(United Football League) 에서 뛰었던 케손시티 딜리만(Diliman)에 연고를 둔 필리핀 축구 클럽이다. 1998년 당시 소유주인 알프레도 라손 곤살레스가Pachanga Football Club이란  이름으로 창단하였다. 2012년에 파창가는 Diliman Football Club 의 소유주에게 매각되었고 두 클럽은 합병되었다. 현재 팀은 John Gutierrez가 관리하고 마츠다 유키 코치가 이끌고 있다.